# UCO (sèrie de televisió)
UCO: Unidad Central Operativa va ser una sèrie de televisió espanyola, produïda per Grupo Ganga per a TVE que es va emetre en La 1 des del dijous 28 de maig de 2009 al 14 de juny de 2009.
Es tracta d'una sèrie derivada de Desaparecida, emesa també per la 1 l'any 2007.
TVE ja va emetre dos capítols de presentació durant febrer de 2008, amb audiència regular, que no van impedir el desenvolupament de la nova sèrie.
A causa de la baixa audiència que ha estat registrant durant el seu curt període, i com que va baixar del 10% en la seva 3a emissió regular, la cadena va decidir cancel·lar-la en televisió i va estrenar la resta de capítols per rtve.es.
La 1 va decidir tornar a emetre la sèrie a partir del dimarts 23 d'abril de 2013 en la seva franja de sobretaula, totes les tardes de dilluns a divendres a les 16.30, substituint a les reposicions de Desaparecida, sèrie de la qual va néixer aquest projecte. Amb aquesta reposició es van estrenar diversos capítols inèdits que no s'havien emès en televisió després de la cancel·lació de la sèrie l'any 2009.
Les reposicions de la sèrie, incloent els últims vuit episodis inèdits en televisió, van finalitzar el divendres 10 de maig de 2013 i a penes van aconseguir sobrepassar el 6% de quota de pantalla. Després de sis mesos de reposicions de sèries, La 1 va decidir llançar la seva nova estrena el dilluns 13 de maig de 2013. Es tracta de Gran Reserva. El origen, preqüela de Gran Reserva.

## Repartiment

### Repartiment Principal
- Miguel Ángel Solá - Capità Bruno Sierra
- Ana Torrent - Comandant Julia Guzmán
- Sancho Gracia (†) - Ramón Garrido
- Esther Ortega - Sergent Laura Andrún
- Juan Ribó - Luis Seisdedos "Manuel Erráiz"
- Eleazar Ortiz - Nicolás Segura
- Alfonso Bassave - Pablo Molina
- Celia Pastor - Marina Izquierdo
- Mikel Losada - Ignacio "Nacho"
- Erik Francés - "El Chef"
- Esmeralda Moya - Blanca Sierra (1-10)

### Repartiment Secundari
- Enrique Alcides - Marcos Vallés † (1-2, 5-6)
- Junio Valverde - Jesús González Vázquez/Jesús Villa Pérez (3-11)

#### Amb col·laboració especial
- Juan Echanove - Sergent Francisco "Paco" Gutiérrez (2, 7, 10)
- Pastora Vega - Mercedes "Merche" Pérez Ronda/Mercedes "Merche" Vázquez Rivera/Carmen/"La Cara Guapa" (3-11)

## Episodis
| Temporada | Temporada | Episodis | Estrena              | Final                | Audiència mitjana | Audiència mitjana | Audiència mitjana |
| Temporada | Temporada | Episodis | Estrena              | Final                | Espectadors       | Quota             |                   |
| --------- | --------- | -------- | -------------------- | -------------------- | ----------------- | ----------------- | ----------------- |
|           | 0         | 2        | 13 de febrer de 2008 | 20 de febrer de 2008 | 2.518.000         | 13,2%             |                   |
|           | 1         | 11       | 28 de maig de 2009   | 7 d'agost de 2009    | 1.168.000         | 8,2%              |                   |
| Total     | Total     | 13       | 2009                 | 2013                 | 1.843.000         | 10,7%             |                   |

### Pilot (2008)
| Capítol | Títol               | Director          | Guionista         | Data                 | Audiència         |
| ------- | ------------------- | ----------------- | ----------------- | -------------------- | ----------------- |
| 0       | «Asedio (1ª Parte)» | Miguel Albaladejo | Eligio R. Montero | 13 de febrer de 2008 | 2.727.000 (14,2%) |
| 0       | «Asedio (2ª Parte)» | Manuel Palacios   | Eligio R. Montero | 20 de febrer de 2008 | 2.308.000 (12,1%) |

### Temporada 1 (2009)
| Capítol | Títol                                       | Director         | Guionista | Data                                                    | Audiència         |
| ------- | ------------------------------------------- | ---------------- | --- | ------------------------------------------------------- | ----------------- |
| 1       | «Algún día volverá»                         | Agustín Crespi   | Argument: Álvaro González-Aller, Allan Baker, Gema R. Neira, Luis Marías, Laura León i Déborah Rope Diàlegs: Luis Marías, Álvaro González-Aller, Allan Baker, Gema R. Neira, Teresa de Rosendo i Patrick Buckley | 28 de maig de 2009                                      | 2.273.000 (12,5%) |
| 2       | «Hogar dulce hogar»                         | Antonio Cuadri   | Argument: José Luis Acosta Diàlegs: José Luis Acosta, Patrick Buckley i Teresa de Rosendo | 4 de juny de 2009                                       | 2.265.000 (12,7%) |
| 3       | «El niño»                                   | Manuel Palacios  | Argument: Teresa de Rosendo, Allan Baker, José Luis Acosta i Álvaro González-Aller Diàlegs: José Luis Acosta, Patrick Buckley i Álvaro González-Aller                                                            | 11 de juny de 2009                                      | 1.641.000 (9,7%)  |
| 4       | «Por pura necesidad»                        | Agustín Crespi   | Argument: Álvaro González-Aller, Teresa de Rosendo, Allan Baker i Felipe Mellizo, Diàlegs: Álvaro González-Aller, Teresa de Rosendo, Felipe Mellizo, Patrick Buckley i Luis Marías                               | 19 de juny de 2009 (RTVE.es) 30 d'abril de 2013 (La 1)  | 1.024.000 (8,3%)  |
| 5       | «Trabajo, trabajo, trabajo»                 | Antonio Cuadri   | Argument: Antonio Galeano, Allan Baker, Álvaro González-Aller i Teresa de Rosendo Diàlegs: Antonio Galeano, Patrick Buckley i Teresa de Rosendo                                                                  | 26 de juny de 2009 (RTVE.es) 2 de maig de 2013 (La 1)   | 915.000 (7,8%)    |
| 6       | «El cazador»                                | Manuel Palacios  | Argument: Luis Marías, Álvaro González-Aller i Teresa de Rosendo Diàlegs: Luis Marías i Álvaro González-Aller | 3 de juliol de 2009 (RTVE.es) 3 de maig de 2013 (La 1)  | 769.000 (6,6%)    |
| 7       | «Sangre de mi sangre»                       | Manuel Palacios  | Argument: Laura León i Álvaro González-Aller | 10 de juliol de 2009 (RTVE.es) 6 de maig de 2013 (La 1) | 880.000 (7,3%)    |
| 8       | «La mejor edad»                             | Gracia Querejeta | Argument: Nacho Cabana i Álvaro González-Aller Diàlegs: Nacho Cabana, Patrick Buckley i Álvaro González-Aller | 17 de juliol de 2009 (RTVE.es) 7 de maig de 2013 (La 1) | 798.000 (6,6%)    |
| 9       | «Los coleccionistas de arte no saben matar» | Manuel Palacios  | Nacho Cabana, Teresa de Rosendo, Álvaro González-Aller i Ignasi Rubio | 24 de juliol de 2009 (RTVE.es) 8 de maig de 2013 (La 1) | 759.000 (6,4%)    |
| 10      | «Errare humanum est»                        | Antonio Cuadri   | Diàlegs: José Luis Acosta, Teresa de Rosendo, Patrick Buckley i Ignasi Rubio | 31 de juliol de 2009 (RTVE.es) 9 de maig de 2013 (La 1) | 753.000 (6,2%)    |
| 11      | «Tiro al blanco»                            | Antonio Cuadri   | Argument: Luis Marías, Teresa de Rosendo, Álvaro González-Aller i Ignasi Rubio Diàlegs: Luis Marías i Ignasi Rubio                                                                                               | 7 d'agost de 2009 (RTVE.es) 10 de maig de 2013 (La 1)   | 766.000 (6,1%)    |